# Iwan Aleksandrowicz
Niektóre z zamieszczonych tu informacji wymagają weryfikacji.
Dokładniejsze informacje o tym, co należy poprawić, być może znajdują się w dyskusji tego artykułu.
 Po wyeliminowaniu niedoskonałości należy usunąć szablon {{Dopracować}} z tego artykułu.
Iwan Aleksandrowicz (zm. 1359) – książę smoleński.
Tron objął po swoim ojcu, Aleksandrze Glebowiczu w 1313. O tron współzawodniczył z bratem stryjecznym Dymitrem Briańskim – synem starszego z synów Gleba (Świętosława albo Romana). Oblężenie Smoleńska, prowadzone przez Dymitra w 1334 przy pomocy Tatarów, zakończyło się porozumieniem.
W 1313 roku Iwan zaprzestał płacenia danin Ordzie, a około 1339 roku zawarł sojusz z Gedyminem i uznał się jego lennikiem. W 1340 chan Ozbeg wysłał na niego silny oddział konny, do którego mieli przyłączyć swoje siły prawie wszyscy kniaziowie Rusi północnej na czele z księciem moskiewskim Iwanem Kalitą. Tatarzy jednak odeszli bez szkody dla Smoleńska. Możliwe, że Iwan dogadał się z ich dowódcą Towłubią. 
W artykule użyto materiałów z Encyklopedii Brockhausa i Efrona (1890–1907).